# Jules Barbier
Paul Barbier, nome completo Paul Jules Barbier (Parigi, 8 marzo 1825 – Parigi, 16 gennaio 1901), è stato un poeta, scrittore e librettista francese, che scrisse spesso in collaborazione con Michel Carré.

## Biografia
È noto principalmente come librettista di opere liriche ed in particolare per quelle musicate dal compositore francese Charles Gounod.
Fra i libretti delle opere più note da lui scritti si ricordano:
- Charles Gounod: La Colombe, Faust (*), Le Médecin malgré lui (*), Philémon et Baucis, Polyeucte, La Reine de Saba et Romeo e Giulietta (*)
- Anton Rubinštejn: Nerone
- Victor Massé: Galathée, Paul et Virginie;
- Giacomo Meyerbeer: Le Pardon de Ploermel (revu Dinorah)
- Jacques Offenbach: Les Contes d'Hoffmann
- Camille Saint-Saëns: Le Timbre d'argent
- Ambroise Thomas: Hamlet (*), Mignon (*) e Francesca da Rimini.

(*) scritte in collaborazione con Michel Carré.
Scrisse anche il libretto de La Guzla de l'émir, opéra-comique in un atto di Georges Bizet, che non venne mai rappresentata né eseguita.
Sua anche la trama del balletto Sylvia ou la Nymphe de Diane per Léo Delibes.